# Andrzej Kudlicki
Andrzej Kudlicki (ur. 18 kwietnia 1972) – polski astronom i bioinformatyk pracujący jako assistant professor na Texas University w Stanach Zjednoczonych. 

## Życiorys i praca naukowa
Po ukończeniu XIV Liceum Ogólnokształcącego im. Stanisława Staszica w Warszawie i studiów astronomicznych na Uniwersytecie Warszawskim (studiował w latach 1990-1995) podjął pracę jako asystent w Centrum Astronomicznym im. Mikołaja Kopernika PAN w Warszawie. Rok akademicki 1997/8 pracował jako wizytujący naukowiec w Max Planck Insitut für Astrophysik. Pracę doktorską (której promotorem był Michał Różyczka) na temat: „Statystyczne właściwości kosmologicznego pola prędkości – symulacje numeryczne” obronił w 2000 roku. W 2001 roku wyjechał do Stanów Zjednoczonych, gdzie podjął pracę w University of Texas Southwestern Medical Center.
Obecnie pracuje jako assistant professor (od grudnia 2008 roku) na Wydziale Biochemii i Biologii Molekularnej (Sealy Center for Molecular Medicine) 
University of Texas w Galveston (Teksas). Specjalizuje się w bioinformatyce i biofizyce.

## Nagrody
- 1994, laureat stypendium Tomasza Chlebowskiego dla wybitnych studentów astronomii.